# Фрейзер, Саймон Джозеф
Саймон Джозеф Фрейзер (англ. Joseph Simon Fraser; 25 ноября 1871 — 18 февраля 1933) — Шотландии пэр, британский военный и государственный деятель; 14-й лорд Лават и 3-й барон Лават, 23-й вождь клана Фрейзер Ловата (с 1875 года).

## Биография
Родился в семье Саймона Фрейзера и Алис Мэри Фрейзер, урожденная Велд-Бланделл.
Окончил Амплфорт колледж и Оксфордский университет, получил степень магистра. Во время учебы в Оксфорде был активным членом университетской команды по поло.
Похоронен на церковном дворе церкви Святой Марии в Инвернессе.

### Военная карьера
В 1890 году был возведён в чин лейтенанта Королевских собственных камеронских горцев, в 1894 году перешел в 1-го кавалерийского полка лейб-гвардии. В 1897 году вышел в отставку и присоединился к добровольческому батальону Королевских собственных камеронских горцев.
В конце 1899 года он возглавил подразделение «скауты Ловата» для участия во Второй англо-бурской войне и с февраля 1900 года в чине капитана служил их вторым командиром. Летом 1902 года вместе со своим подразделением вернулся в Великобританию. В следующем году были образованы 1-й и 2-й полки скаутов, ставшие первыми снайперскими подразделениями в британской армии.
Во время Первой мировой войны Саймон Джозеф Фрейзер командовал высокогорной бригадой в составе 2-й горной дивизии и в сентябре 1914 года был возведён в чин бригадира. В марте 1916 года он принял под свое командование 4-ю горную дивизию и за два месяца был произведён в генерал-майоры.

### Политическая карьера
Кроме карьеры военного, Саймон Джозеф Фрейзер также возглавлял Лесную комиссию в 1919—1927 годах, а с 1927 по 1929 годы занимал должность заместителя Государственного секретаря по вопросам доминионов во втором правительстве Стэнли Болдуина.

## Награды
- Орден Чертополоха (1915).
- Королевский Викторианский орден (1903).
- Орден Святого Михаила и Святого Георгия (1919).
- Орден Бани.
- Орден «За выдающиеся заслуги» (1900).

## Семья
С 1910 года находился в браке с леди Лаурой Фрейзер, урожденной Листер. У супругов родилось двое сыновей: Саймон Кристофер Джозеф Фрейзер, Хью Чарльз Патрик Джозеф Фрейзер и три дочери.